# Maximilien de Baillet-Latour
Maximilien Baillet, conte di Latour, di solito noto come Maximilien de Baillet-Latour ovvero Charles-Antoine-Maximilien, Comte de Baillet-LaTour (Virton, 14 dicembre 1737 – Vienna, 22 luglio 1806), è stato un feldmaresciallo austriaco, consigliere intimo dell'Imperatore, Gran Croce dell'Ordine di Maria Teresa, proprietario del reggimento dei Dragoni di Latour, Presidente del Consiglio Aulico, Presidente del Dipartimento della guerra..

## Esordi
Nato nel castello di Latour, presso Virton, figlio di Jean-Baptiste-Alexandre-Antoine de Bailiet, signore de La Tour, elevato a conte de La Tour il 6 maggio 1774 da Maria Teresa.  
Dopo gli studi al collegio dei Gesuiti di Lovanio, entrò nel 1755, a 18 anni, nell'esercito imperiale, con il grado di insegna del reggimento di SalmSalm, nei cui ranghi partecipò alla Guerra dei sette anni e distinguendosi alla Battaglia di Kolín il 18 giugno 1757, ove venne promesso capitano dei granatieri.  Nel 1767 passò a maggiore, nel 1769 a tenente-colonnello, nel 1772 a colonnello, nel 1782 a maggiore generale.

## La Rivoluzione del Brabante
Con quest'ultimo grado venne trasferito nei Paesi Bassi austriaci, ove andavano addensandosi le condizioni che avrebbero portato, nel 1789 al trionfo della rivoluzione del Brabante.  Egli era, d'altra parte, originario di quei luoghi, al pari della moglie, Maria Francesca Sofia contessa di Guerin de la Marche, sposata il 3 febbraio 1772.  
Qui ebbe un ruolo di rilievo nella campagna di repressione della Insurrezione delle Fiandre e del Brabante, agli ordini del generale d'Alton e, alla sconfitta di questo dopo la insurrezione di Gand e quella di Bruxelles, contribuì a raccogliere le truppe in fuga nella grande fortezza di Lussemburgo.  Qui servì da maresciallo della dieta degli Stati della provincia del Lussemburgo, ovvero capo militare della provincia della quale era originario.  
I ribelli del Brabante poterono così dare efemerica esistenza agli Province Unite del Belgio.  Dalla sicura fortezza di Lussemburgo, il Baillet-Latour ebbe anzitutto la soddisfazione di ricevere, dall'ormai morente Giuseppe II la proprietà del reggimento di dragoni proprietà del duca d'Ursel (che si era compromesso con i ribelli).  Nacquero, così, il reggimento Latour, spesso ricordato per i dragons de Latour.  Eppoi poté condurre una campagna di contenimento, durata alcuni mesi, che gli permisero di contenere le truppe delle autoproclamate Province Unite del Belgio nei dintorni di Namur, vincendo alcuni piccoli scontri contro il Vander Mersch, prima, lo Schœnfeld, dopo l'arresto del primo.  
Nel frattempo, il nuovo imperatore Leopoldo II trovò modo di liberare le truppe necessarie a garantire la riconquista, a prezzo delle ampie concessioni fatte a Federico Guglielmo II di Prussia alla Conferenza di Reichenbach.  Cosicché gli Imperiali poterono rientrare a Bruxelles, un anno dopo esserne stati cacciati.  
Terminata la campagna, nel 1790, l'Imperatore promosse il Baillet-Latour tenente-felmaresciallo e gli concesse il gran cordone dell'Ordine di Maria Teresa.

## Le guerre dalla Rivoluzione francese

### La prima e seconda invasione francese dei Paesi Bassi austriaci
Leopoldo II morì il 1º marzo 1792.  Il successore Francesco II non era stato ancora eletto Imperatore, che si trovò a subire la dichiarazione di guerra della Francia rivoluzionaria, votata dalla Assemblea Legislativa il 20 aprile 1792.  
Baillet-Latour ebbe un ruolo di comando a fianco del Sassonia-Teschen alla sconfitta di Jemappes del successivo 6 novembre, che costrinse gli Imperiali ad evacuare una seconda volta i Paesi Bassi austriaci.  L'anno che venne, allorché gli Imperiali del principe di Coburgo e dell'arciduca Carlo vollero recuperare i Paesi Bassi austriaci, persi dopo Jemappes, pose i dragoni di Latour all'avanguardia, ben comprendendo l'opportunità che quei paesi venissero liberati da un reggimento arruolato proprio in quei luoghi.  Ebbe quindi un ruolo alla grande vittoria di Neerwinden, e nella sconfitta di battaglia di Wattignies, che diede la stura ad una lunga serie di sconfitte che portarono gli Imperiali a ripassare, infine, il Reno.  
Fu nel corso di questa campagna che i Francesi distrussero il castello avito di Latour (presso Virton): avendo il Jourdan minacciato di compiere quella rappresaglia, se il Baillet-Latour avesse bombardato la piazzaforte di Landrecies, quest'ultimo rispose: il generale austriaco farà il proprio dovere, accada quel che accada alle proprietà del onte de LaTour.  

### La campagna del Reno
Nel 1795, con la guerra ormai passata in Germania, il Baillet-Latour venne posto al comando di un corpo d'armata, eppoi delle truppe sull'alto Reno: qui seppe opporsi bene al Pichegru, l'11 novembre a Franckenthal, poi il 17 prendendo Spira e, di seguito, Mannheim.  Conclusa la campagna con una tregua del gennaio 1796, i suoi grandi meriti indussero Francesco II a promuoverlo Feldzeugmeister eppoi, a maggio, feldaresciallo.  
La successiva campagna del 1796, fu segnata da due paralleli tentativi francesi: a nord attraverso il Reno Jourdan e Moreau (che aveva sostituito Pichegru), opposti agli Imperiali von Würmser; in Italia il giovane Buonaparte, opposto agli Imperiali del Beaulieu e con funzioni quasi diversive.  Il genio di Napoleone scompaginò le carte: avendo egli costretto il Beaulieu a ripiegare sino a Mantova, al suo posto venne comandato il von Würmser, con una bella parte della sua armata del Reno.  Mentre, a Vienna. l'arciduca Carlo assumeva il comando generale in Germania ed organizzava un nuovo esercito di soccorso.  
Fu a quel punto che Baillelt-Latour ebbe il comando dei resti dell'armata del Reno.  Coi quali non poté impedire al Moreau di passare il Reno, ma si limitò a controllarlo.  Nel frattempo, il Jourdan avanzava separatamente dal collega, occupava Francoforte e si spingeva sino alla lontanissima Ratisbona.  Qui Jourdan venne rotto dall'arciduca Carlo ad Amberg ed a Würzburg.  Ciò che permetteva al Baillelt-Latour di accelerare la ritirata del Moreau, aggredendolo a Geisenfeld, a Biberach (il 2 ottobre), sino a costringendolo a riattraversare il Reno.  Riunitesi le due armate imperiali presso Ettenheim, il 17 ottobre, prese parte all'assedio di Kehl.  Nel frattempo, però, in Italia Napoleone aveva costretto anche il von Würmser a chiudersi a Mantova.  Cosicché, anche l'arciduca Carlo venne comandato a sud, ancora una volta con una bella parte della sua armata del Reno.  
Fu a quel punto che Baillet-Latour riebbe il comando dei nuovi resti di quell'armata del Reno.  Stabilì il quartier generale a Mannheim e si dedicò a riorganizzare le truppe rimastegli.  Lì venne raggiunto dalle notizie dell'insuccesso del tentativo dell'arciduca, costretto ad accettare dal Buonaparte l'armistizio di Judenburg dell'aprile 1797 e poi i preliminari di pace di Campoformio (o armistizio di Leoben) del 17 ottobre 1797.  
Baillet-Latour ebbe allora l'incarico di recarsi a Rastatt, incaricato di definire le disposizioni militari conseguenti agli scambi territoriali concordati in quel Congresso: l'Austria rinunciava ai Paesi Bassi austriaci ed al Ducato di Milano, ma acquisiva Venezia.  

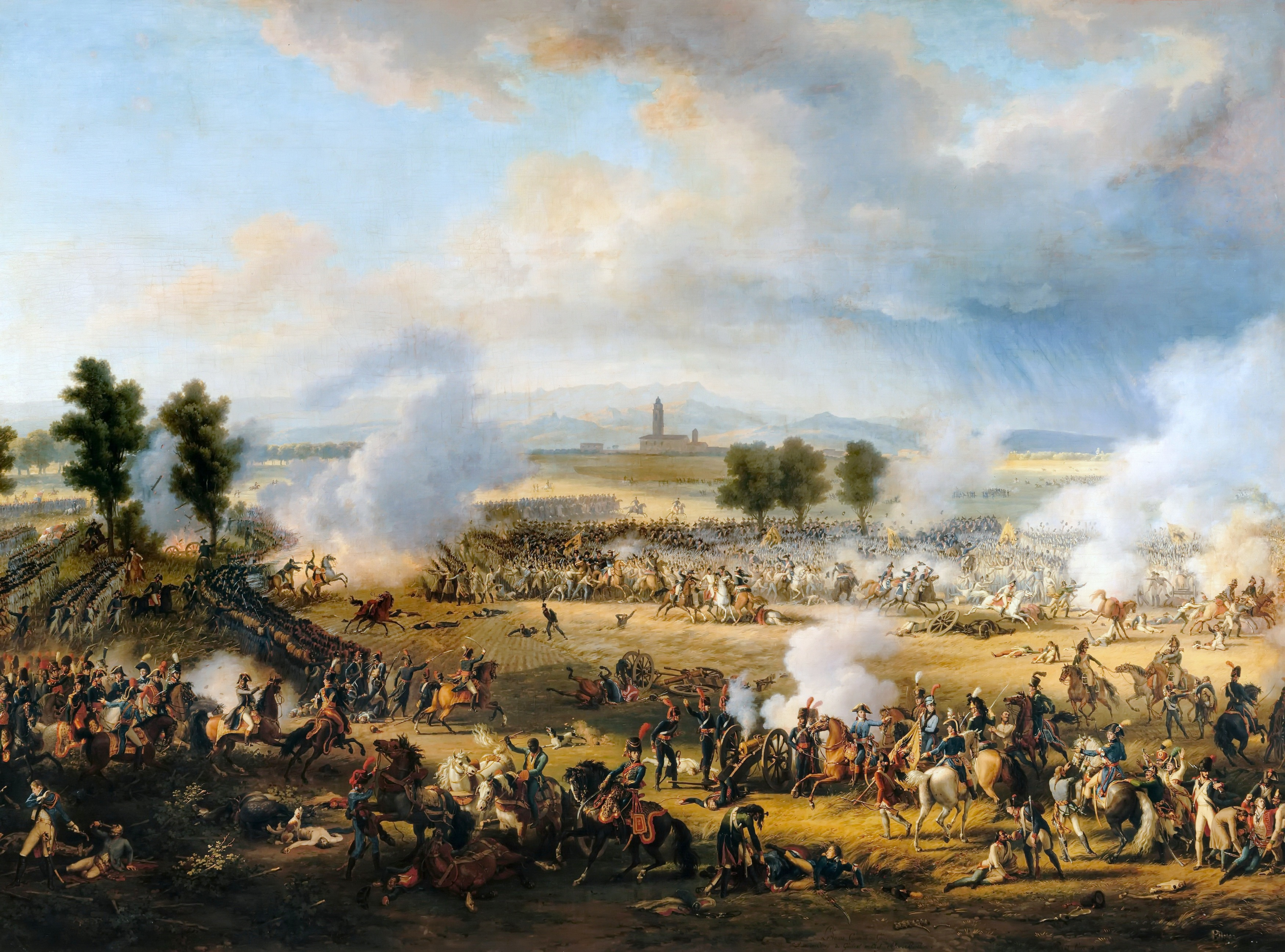
La battaglia di Marengo

### La seconda coalizione
A seguito della cessione dei Paesi Bassi austriaci, quella dei Latour fu una delle grandi famiglie che scelsero di continuare a servire l'Imperatore.  Il quale non lo deluse, nominandolo, subito nel 1798, consigliere intimo e prima comandante militare del margraviato di Moravia e della Slesia austriaca.  Successivamente passò a governatore della Alta Austria.  
Non prese parte, quindi, alla campagna della seconda coalizione, conclusasi con la disastrosa sconfitta di Marengo e la pace di Lunéville (che confermava le condizioni del Campoformio).  

### Quattro anni di pace
Seguirono quattro anni di pace, che gli Imperiali dedicarono ad una prima riorganizzazione, sotto la sferza dell'arciduca Carlo lasciò per assumere il comando in Italia.  In questo contesto, nel 1804, Baillet-Latour ebbe l'assai eminente incarico di Presidente del Consiglio Aulico e Presidente del Dipartimento della guerra.  

### La terza colazione
Ripreso il conflitto, il 2 agosto 1805, l'esercito austriaco in Italia venne sconfitto a Caldiero e, in Germania, accerchiato e costretto alla resa ad Ulma.  Infine, il 2 dicembre 1805, Napoleone diede battaglia ad Austerlitz e ridusse austriaci e russi in polvere.  Tanto da costringere gli Imperiali a cedere, con la successiva Pace di Presburgo del 26 dicembre 1806, al Regno d'Italia il Veneto, alla Baviera Tirolo e Vorarlberg.  
Questi disastri fiaccarono definitivamente la tempra del Baillet-Latour.  Morì il 22 luglio 1806 a Vienna, poco dopo la moglie Maria, deceduta appena 12 giorni dinnanzi.  Secondo il suo volere, venne sepolto a Vienna.

## Eredi

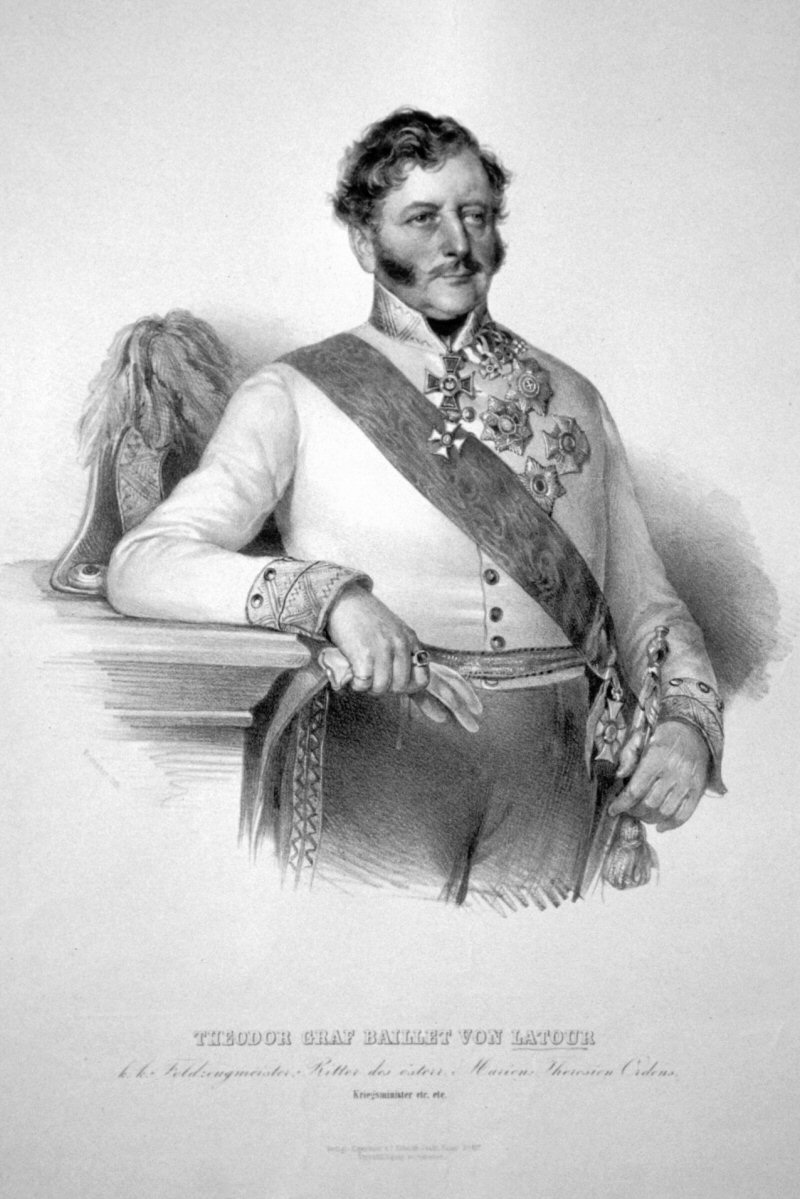
Il conte Theodor de Baillet-Latour, figlio ed erede del felmaresciallo Maximilien de Baillet-Latour

Dalla moglie Maria ebbe sei figli, nell'ordine di nascita: Enrichetta Antonia (nata il 22 settembre 1772, Giuseppe (morto prematuramente), Carolina Giuseppina, Teodoro, Carlotta, Nicolasina.  Di essi il più celebre fu l'erede del titolo, conte Theodor Baillet-Latour, divenne come lui tenente-feldmaresciallo eppoi ministro della guerra nel 1848, nel corso della insurrezione viennese del 6 ottobre 1848, segnati dal suo assassinio da parte dei rivoltosi.